# Костек-Бернацкий, Вацлав
Ва́цлав Ко́стек-Берна́цкий (пол. Wacław Kóstek-Biernacki; 28 сентября 1884, Люблин, Российская империя — 25 мая 1957, Варшава, ПНР) — государственный деятель межвоенной Польской Республики.

## Биография

### Молодые годы
С 1904 года деятель Польской социалистической партии. В 1909 вступил во Французский Иностранный легион. Во время Первой мировой войны его полк оказался на фронте, Костек-Бернацкий был ранен и попал в немецкий плен, откуда бежал в Краков. В Польше вступил в Польскую военную организацию Пилсудского. Был солдатом I Бригады Легионов Польских, где в 1918 дослужился до офицера. В частях устанавливал дисциплину по образцу Иностранного легиона, организовывал военную жандармерию.

### Деятельность в мирное время
В мирное время был офицером польской армии и постоянно находился при Пилсудском, которого боготворил. После майского переворота 1926 года власть перешла в руки сторонников Пилсудского.
В 1930 Костек-Бернацкий был назначен комендантом Брестской крепости, которая служила тюрьмой для политзаключённых, противников Пилсудского, в том числе бывших парламентариев, осужденных в ходе Брестского процесса. С 1 июля 1931 — воевода Новогрудского воеводства. 8 сентября 1932 года назначен на пост Полесского воеводы.
Будучи полесским воеводой, Костек-Бернацкий стал организатором создания концентрационного лагеря со специальным режимом для политзаключённых в Берёзе-Картузской. На посту полесского воеводы Костек-Бернацкий проводил политику полонизации полещуков. Вацлав Костек-Бернацкий 25 апреля 1938 года предписывал польским чиновникам:

…считать поляками независимо от их веры или языка тех полещуков, которые не относят себя к украинцам, белорусам или русским; относиться к ним приветливо и дружелюбно, окружая их опекой и тем самым приближая к польскости

### Вторая мировая война
3 сентября 1939 года Костек-Бернацкий назначается Главным гражданским комиссаром в ранге министра. Ему подчинялись все гражданские администрации на территории оперативных действий армии. Бернацкий-Костка стал третьим человеком в государстве после президента Игнацы Мосьцицкого и маршала Эдварда Рыдз-Смиглы.
В сентябре 1939 находился в окружении маршала Рыдз-Смиглы. Вместе со всем штабом прибыл в Брестскую крепость, которая должна была стать ставкой главнокомандующего. Когда 17 сентября 1939 года Красная Армия вторглась в пределы II Речи Посполитой, Костек-Бернацкий был уже на границе с Румынией. В тот же день штаб армии пересек границу.
В отчёте комиссии в эмиграции в 1945 г., изучавшей причины поражения Польши в войне с Германией, ему дана негативная характеристика: «... человек в высшей степени заносчивый и бездарный, не принимал никогда чужого мнения, если оно не совпадало с его мнением. Закона никогда не признавал… человек без зазрения совести и морали» 

### Жизнь в Румынии
В Румынии пересекшие границу поляки были интернированы и поселены в местности Крайова без права выезда. Всю войну Костек-Бернацкий вел тихую жизнь в Румынии и не участвовал в политической деятельности.

### Арест и заключение
После окончания войны новое польское правительство потребовало от Румынии выдать «преступников», в том числе и Костку-Бернацкого. Его подвергали жестокому следствию на протяжении 8 лет, в результате чего его здоровье было испорчено (ревматизм дошёл до такой степени, что он даже не мог держать ложку). В марте 1953 года ему вручили обвинительный акт, по которому он обвинялся в измене Родине, сотрудничестве с немцами во вред польскому народу, фашизации страны до 1939 года, издевательстве над политзаключёнными, поддержке Рыдз-Смиглы в переговорах с немцами и других преступлениях.
После недолгого процесса Костку-Бернацкого приговорили к смертной казни, однако заменили смертную казнь на пожизненное заключение. В результате двух амнистий, срок был сокращён сначала до 15 лет, а потом до 7,5 лет. Так как к этому моменту Костек-Бернацкий уже провёл в заключении 11 лет, он был освобождён 9 ноября 1955 года.
Бернацкий-Костка умер в Варшаве в 1957 году, в возрасте 72 лет.
Был похоронен в семейной могиле на старом кладбище в Груеце.

## Творчество
Вацлав Костек-Бернацкий — автор нескольких книг, среди которых:
- «Jak oni!» (1909) — сборник рассказов о революционерах, основанный на собственном опыте
- «Na ulicach Warszawy» (1911) — сборник рассказов о революционерах
- «Szlakami buntu» (1911) — повесть о революционерах
- «Straszny gość» (1931) — наиболее известный труд, сборник рассказов
- «Ułan dyżurny» (1939) — воспоминания